# 3rd British Tour 1964 (The Rolling Stones)
3rd British Tour 1964 bylo koncertní turné britské rockové skupiny The Rolling Stones, které sloužilo jako propagace debutového alba The Rolling Stones. Turné bylo zahájeno koncertem v Belfastu, který byl ale zrušen kvůli příliš hlasitému povyku fanynek a bylo zakončeno koncertem v St. Helier.

## Setlist
Toto je nejčastější hraný seznam skladeb.
Autory všech skladeb jsou Jagger/Richards pokud není uvedeno jinak.
1. Not Fade Away (Hardin/Petty)
2. Walking The Dog (Thomas)
3. I Just Want to Make Love to You (Dixon)
4. If You Need Me (Bateman/Pickett/Sanders)
5. Around and Around (Berry)
6. Hi-Heel Sneakers (Higginbotham)
7. I Wanna Be Your Man (Lennon/McCartney)
8. I'm a King Bee (Moore)
9. You Can Make It If You Try (Jarett)
10. Down in the Bottom (Dixon)
11. Carol (Berry)
12. Tell Me
13. It's All Over Now
14. Suzie Q (Hawkins/Chaisson/Lewis/Broadwater)
15. Can I Get a Witness (Holland)

## Sestava
The Rolling Stones
- Mick Jagger - (zpěv, harmonika, perkuse)
- Keith Richards - (kytara, doprovodný zpěv)
- Brian Jones - (kytara, harmonika, doprovodný zpěv)
- Bill Wyman - (baskytara, doprovodný zpěv)
- Charlie Watts - (bicí)

## Turné v datech
| 1. srpna 1964  | Belfast        | Velká Británie | -                        |
| 3. srpna 1964  | Wiltshire      | Velká Británie | Longleat House           |
| 7. srpna 1964  | Londýn         | Velká Británie | Richmond Athletic Ground |
| 8. srpna 1964  | Scheveningen   | Nizozemsko     | Palace Ballroom          |
| 9. srpna 1964  | Manchester     | Velká Británie | New Elizabethan Ballroom |
| 10. srpna 1964 | New Brighton   | Velká Británie | Tower Ballroom           |
| 13. srpna 1964 | Douglas        | Velká Británie | Palace Ballroom          |
| 18. srpna 1964 | St. Peter Port | Velká Británie | New Theatre Ballroom     |
| 19. srpna 1964 | St. Peter Port | Velká Británie | New Theatre Ballroom     |
| 20. srpna 1964 | St. Peter Port | Velká Británie | New Theatre Ballroom     |
| 21. srpna 1964 | St. Helier     | Velká Británie | Springfield Hall         |
| 22. srpna 1964 | St. Helier     | Velká Británie | Springfield Hall         |